# Rhynchites trojanus
Rhynchites (Epirhynchites) trojanus – gatunek chrząszcza z rodziny tutkarzowatych i podrodziny Rhynchitinae.
Gatunek ten został opisany w 1839 roku przez Leonarda Gyllenhaala. Umieszczany jest w podrodzaju Epirhynchites. Część badaczy wynosi ów podrodzaj do rangi rodzaj, a gatunek ten umieszcza w podrodzaju Tshernyshevinius, pod nazwą Epirhynchites (Tshernyshevinius) trojanus.
Ciało długości 10,5 mm, ciemnozielone lub mosiężne z silnym metalicznym połyskiem. Boki przedplecza w nasadowych ⅔ łukowate. Tarczka nieowłosiona.
Chrząszcz palearktyczny, znany z Grecji, Turcji, Jordanii, Syrii i Izraela.